# Girl Meets World
Girl Meets World (literalment en català: "Noia coneix el món") és una comèdia de situació estatunidenca. És la seqüela de Boy Meets World.

## Argument
La història segueix a la filla de Cory i Topanga Matthews, Riley, (Rowan Blanchard) i a la seua millor amiga, Maya Hart (Sabrina Carpenter) mentre naveguen per els desafiaments de la vida en el seu setè curs. També es mostren les peripècies de Lucas (Peyton Meyer) i Farkle (Corey Fogelmanis), i del germà menor de Riley, Auggie (August Maturo). L'acció té lloc a Nova York, on Cory i Topanga es dirigeixen cap al final de Boy Meets World.

## Repartiment
- Rowan Blanchard com a Riley Matthews
- Ben Savage com a Cory Matthews
- Sabrina Carpenter com a Maya Hart
- Peyton Meyer com a Lucas Friar
- August Maturo com a Auggie Matthews
- Danielle Fishel com a Topanga Matthews
- Corey Fogelmanis com a Farkle